# Chiesa di San Sebastiano (Milis)
La chiesa di San Sebastiano è la parrocchiale di Milis. Si erge al centro del paese, lungo la via principale.
San Sebastiano è stata costruita nella zona sud del paese nel 1500 circa e ha un'impostazione gotico-catalana, con ingresso ampio e cappelle laterali con volta ad arco. Nella facciata è presente un rosone in trachite rossa. La chiesa ha subito alcune modifiche e il campanile adiacente è stato costruito negli anni '50 del XX secolo. La parrocchia è stata intitolata a san Sebastiano perché considerato il liberatore dalla peste in Sardegna.